# Freestyle-Skiing-Weltmeisterschaften 2015
Die 16. Freestyle-Skiing-Weltmeisterschaften wurden vom 15. bis 25. Jänner 2015 am Kreischberg (Steiermark, Österreich) ausgetragen. Sie wurden gleichzeitig mit den Snowboard-Weltmeisterschaften abgehalten, somit gab es im Jahr 2015 erstmals eine „Doppel-WM“ aus Freestyle-Skiing und Snowboard. Im Juni 2010 vergab der Internationale Skiverband (FIS) im Rahmen seines Kongresses in Antalya (Türkei) die gemeinsamen Weltmeisterschaften an die Delegation des Kreischbergs. Diese war als erste Organisation mit der Idee in die Bewerbung gegangen, eine Doppel-WM zu veranstalten.
Mehr als 1.000 Teilnehmer aus ca. 60 Nationen wurden in diesem Zeitraum im Murtal erwartet.

## Programm der WM
Insgesamt gab es 24 Medaillenentscheidungen, davon 12 im Freestyle-Skiing und 12 im Snowboarding, in folgenden Disziplinen:
| Freestyle-Skiing - Single Moguls - Dual Moguls - Halfpipe - Aerials - Ski Slopestyle - Skicross | Snowboard - Parallel-Riesenslalom (Lachtal) - Parallelslalom (Lachtal) - Halfpipe - Slopestyle - Snowboardcross - Big Air |

### Zeitplan
- 15. Jänner 2015: Aerials
- 16. Jänner 2015: Snowboardcross
- 17. Jänner 2015: Snowboard Halfpipe
- 18. Jänner 2015: Single Moguls
- 19. Jänner 2015: Dual Moguls
- 21. Jänner 2015: Snowboard und Ski Slopestyle
- 22. Jänner 2015: Snowboard PSL (Lachtal) bzw. Ski Halfpipe
- 23. Jänner 2015: Snowboard PGS (Lachtal)
- 24. Jänner 2015: Big Air
- 25. Jänner 2015: Skicross

## Ergebnisse Männer

### Aerials
Am Wettbewerb nahmen 22 Sportler teil. Diese starteten in zwei Qualifikationsdurchgängen: Die ersten sechs des ersten Durchganges qualifizierten sich direkt. Von den 16 Teilnehmern des zweiten Durchganges qualifizierten sich sechs weitere, sodass sich insgesamt zwölf Skifahrer für das Finale am Folgetag qualifizierten. Das Finale wurde in drei Runden ausgetragen. In den ersten beiden schieden die drei Athleten mit den jeweils schlechtesten Ergebnissen aus, sodass im echten Finale nur sechs von ihnen antraten.
| Platz | Land     | Sportlerin   |
| ----- | -------- | ------------ |
| 1     | China    | Qi Guangpu   |
| 2     | USA      | Alex Bowen   |
| 3     | Belarus  | Maxim Gustik |
| 4     | China    | Zhou Hang    |
| 5     | Russland | Ilja Burow   |
| 6     | China    | Jia Zongyang |

| Qualifikation: 14. Jänner 2015 |
| Finale: 15. Jänner 2015        |
| Dimitri Isler (13.)            |
| Mischa Gasser (20.)            |

### Moguls
Beim Moguls traten 45 Skifahrer aus 20 Ländern zur ersten Qualifikationsrunde an. Die neun besten erreichten direkt die Finalrunde. Über eine zweite Qualifikationsrunde zogen neun weitere Sportler in die Finalrunde ein. Die besten Sechs des ersten Finales erreichten den Finallauf.
| Platz | Land       | Sportlerin             |
| ----- | ---------- | ---------------------- |
| 1     | Frankreich | Anthony Benna          |
| 2     | Kanada     | Mikaël Kingsbury       |
| 3     | Russland   | Alexander Smyschljajew |
| 4     | USA        | Patrick Deneen         |
| 5     | Kanada     | Marc-Antoine Gagnon    |
| 6     | Kanada     | Philippe Marquis       |

| Qualifikation/Finale: | 19. Jänner |
| Marco Tadé (20.)      |            |
| Arwed Loth (28.)      |            |
| Felix Pfeiffer (32.)  |            |
| Julius Garbe (33.)    |            |
| Sascha Posch (40.)    |            |
| Thomas Aigner (42.)   |            |
| Adrien Bouard (43.)   |            |

### Dual Moguls
Beim Dual Moguls traten 41 von 44 gemeldeten Skifahrern aus 20 Ländern an. In einer Qualifikationsrunde erreichten 16 von ihnen das Achtelfinale. In weiteren direkten Vergleichen schied jeweils die Hälfte zum Viertel-, Halb- und Finale aus. Die im Halbfinale Unterlegenen traten zudem untereinander um den 3. Platz an.
| Platz | Land       | Sportlerin             |
| ----- | ---------- | ---------------------- |
| 1     | Kanada     | Mikaël Kingsbury       |
| 2     | Kanada     | Philippe Marquis       |
| 3     | Kanada     | Marc-Antoine Gagnon    |
| 4     | USA        | Sho Kashima            |
| 5     | Kasachstan | Dmitri Reicherd        |
| 6     | USA        | Thomas Rowley          |
| 7     | USA        | Patrick Deneen         |
| 8     | Russland   | Alexander Smyschljajew |

| Qualifikation/Finale: 19. Jänner |
| Marco Tadé (18.)                 |
| Arwed Loth (31.)                 |
| Felix Pfeiffer (32.)             |
| Adrien Bouardth (34.)            |
| Julius Garbe (36.)               |

### Slopestyle
Am Slopestyle-Wettbewerb nahmen 48 Sportler aus 19 Ländern teil. Die Teilnehmer wurde in zwei Gruppen aufgeteilt, wobei die jeweils besten fünf Skispringer nach jeweils zwei Läufen das Finale erreichten.
Aufgrund des Modus kam es dazu, dass drei Starter der einen Gruppe trotz höherer Wertungen als der fünfte der anderen Gruppe nicht ins Finale kamen.
In wiederum zwei Läufen wurden dann die Medaillen und Plätze vergeben.
| Platz | Land       | Sportlerin             |
| ----- | ---------- | ---------------------- |
| 1     | Schweiz    | Fabian Bösch           |
| 2     | Australien | Russell Henshaw        |
| 3     | USA        | Noah Wallace           |
| 4     | Österreich | Viktor Thomas Moosmann |
| 5     | Schweiz    | Jonas Hunziker         |
| 6     | USA        | Robby Franco           |
| 7     | Österreich | Luca Tribondeau        |
| 8     | USA        | Colby Stevenson        |
| 9     | Norwegen   | Alexander Aurdal       |
| 10    | Schweiz    | Christian Bieri        |

| Qualifikation: 20. Jänner |
| Finale: 21. Jänner        |
| Till Matti (20.)          |
| Benedikt Mayr (25.)       |
| Sebastian Geiger (29.)    |
| Daniel Walchhofer (37.)   |
| Lukas Muellauer (38.)     |

### Halfpipe
Am Halfpipe-Wettbewerb nahmen 21 Freestyle-Skier aus 9 Ländern teil. Zehn von ihnen qualifizierten sich für den finalen Wettbewerb um die Medaillen.
| Platz | Land           | Sportlerin             |
| ----- | -------------- | ---------------------- |
| 1     | USA            | Kyle Smaine            |
| 2     | Frankreich     | Joffrey Pollet-Villard |
| 3     | Schweiz        | Yannic Lerjen          |
| 4     | USA            | Broby Leeds            |
| 5     | USA            | Walter Wood            |
| 6     | Österreich     | Marco Ladner           |
| 7     | Schweiz        | Fabian Meyer           |
| 8     | Großbritannien | James Machon           |
| 9     | Kanada         | Matt Margetts          |
| 10    | Finnland       | Antti-Jussi Kemppainen |

| Qualifikation: 21. Jänner |
| Finale: 22. Jänner        |
| Andreas Gohl (16.)        |
| Lukas Müllauer (21.)      |

### Skicross
Am Skicross der Männer nahmen 52 Starter aus 19 Ländern teil. Die besten 32 qualifizierten sich für das Finale. und wurden entsprechen der Vorlaufleistungen in Vierergruppen eingeteilt. In den Achtel-, Viertel- und Halbfinalen erreichten jeweils die beiden Ersten die nächste Runde. Die im Halbfinale ausgeschiedenen liefen im Small Final um die Plätze 5 bis 8, die Sieger kämpften im Big Final um die Medaillen.
| Platz | Land        | Sportler              |
| ----- | ----------- | --------------------- |
| 1     | Slowenien   | Filip Flisar          |
| 2     | Frankreich  | Jean-Frédéric Chapuis |
| 3     | Schweden    | Victor Öhling Norberg |
| 4     | Deutschland | Paul Eckert           |
| 5     | Kanada      | Brady Leman           |
| 6     | Frankreich  | Jonas Devouassoux     |
| 7     | Schweiz     | Armin Niederer        |
| 8     | Österreich  | Thomas Zangerl        |

| Andreas Matt (9.)        |
| Daniel Bohnacker (13.)   |
| Marc Bischofberger (16.) |
| Johannes Rohrweck (17.)  |
| Simon Stickl (22.)       |

| Andreas Schauer (25.) |
| Alex Fiva (28.)       |
| Peter Staehli (35.)   |
| Thomas Harasser (38.) |

## Ergebnisse Frauen

### Aerials
Am Wettbewerb nahmen 22 Sportlerinnen aus neun Ländern teil. Diese starteten in zwei Qualifikationsdurchgängen: Die ersten sechs des ersten Durchganges qualifizierten sich direkt. Von den 16 Teilnehmern des zweiten Durchganges qualifizierten sich sechs weitere, sodass sich insgesamt zwölf Skifahrerinnen für das Finale am Folgetag qualifizierten. Das Finale wurde in drei Runden ausgetragen. In den ersten beiden schieden die drei Athletinnen mit den jeweils schlechtesten Ergebnissen aus, sodass im echten Finale nur sechs von ihnen antraten.
| Platz | Land       | Sportlerin      |
| ----- | ---------- | --------------- |
| 1     | Australien | Laura Peel      |
| 2     | USA        | Kiley McKinnon  |
| 3     | China      | Xu Mengtao      |
| 4     | USA        | Ashley Caldwell |
| 5     | Australien | Danielle Scott  |
| 6     | Belarus    | Hanna Huskowa   |

| Qualifikation: 14. Jänner 2015 |
| Finale: 15. Jänner 2015        |
| keine Starterinnen aus D/A/CH  |

### Moguls
Beim Moguls der Frauen traten 36 Skifahrerinnen aus 17 Ländern zur ersten Qualifikationsrunde an. Die neun besten erreichten direkt die Finalrunde. Über eine zweite Qualifikationsrunde zogen neun weitere Sportlerinnen in die Finalrunde ein. Die besten Sechs des ersten Finales erreichten den entscheidenden Finallauf.
| Platz | Land       | Sportlerin              |
| ----- | ---------- | ----------------------- |
| 1     | Kanada     | Justine Dufour-Lapointe |
| 2     | USA        | Hannah Kearney          |
| 3     | Australien | Britteny Cox            |
| 4     | Kanada     | Maxime Dufour-Lapointe  |
| 5     | Kasachstan | Julija Galyschewa       |
| 6     | Russland   | Regina Rachimowa        |

| Qualifikation/Finale: 18. Jänner |
| Deborah Scanzio (7.)             |
| Laura Grasemann (9.)             |
| Lara Frost (21.)                 |
| Katharina Foerster (22.)         |

### Dual Moguls
Beim Dual Moguls traten 35 Skifahrerinnen aus 17 Ländern an. In einer Qualifikationsrunde erreichten 16 von ihnen das Achtelfinale. In weiteren direkten Vergleichen schied jeweils die Hälfte zum Viertel-, Halb- und Finale aus. Die im Halbfinale Unterlegenen traten zudem untereinander um den 3. Platz im Small Final an.
| Platz | Land       | Sportlerin              |
| ----- | ---------- | ----------------------- |
| 1     | USA        | Hannah Kearney          |
| 2     | Kanada     | Justine Dufour-Lapointe |
| 3     | Kasachstan | Julija Galyschewa       |
| 4     | Kanada     | Chloé Dufour-Lapointe   |
| 5     | Australien | Britteny Cox            |
| 6     | Frankreich | Perrine Laffont         |
| 7     | Russland   | Regina Rachimowa        |
| 8     | Kanada     | Audrey Robichaud        |

| Qualifikation/Finale: 19. Jänner |
| Laura Grasemann (11.)            |
| Deborah Scanzio (19.)            |
| Lara Frost (28.)                 |
| Katharina Foerster (29.)         |
| Melanie Meilinger (30.)          |
| Katharina Ramsauer (32.)         |
| Nina Kern (DNF)                  |
| Karin Hackl (DNF)                |

### Slopestyle
Am Slopestyle-Wettbewerb nahmen 15 Sportlerinnen aus 10 Ländern teil. Nach zwei Läufen qualifizierten sich davon sechs für die Finalrunde. Dort traten sie in zwei Läufen erneut gegeneinander an.
| Platz | Land                   | Sportlerin        |
| ----- | ---------------------- | ----------------- |
| 1     | Deutschland            | Lisa Zimmermann   |
| 2     | Vereinigtes Königreich | Katie Summerhayes |
| 3     | Slowakei               | Zuzana Stromková  |
| 4     | Norwegen               | Vilde Johansen    |
| 5     | Italien                | Silvia Bertagna   |
| 6     | Kanada                 | Yuki Tsubota      |

| Qualifikation: 20. Jänner 2015 |
| Finale: 21. Jänner 2015        |
| Giulia Tanno (7.)              |
| Sabrina Cakmakli (12.)         |
| Regina Rathgeb (14.)           |

### Halfpipe
Am Halfpipe-Wettbewerb nahmen 22 Freestyle-Skierinnen aus 13 Ländern teil. Sechs von ihnen qualifizierten sich für den finalen Wettbewerb um die Medaillen.
| Platz | Land        | Sportlerin       |
| ----- | ----------- | ---------------- |
| 1     | Schweiz     | Virginie Faivre  |
| 2     | Kanada      | Cassie Sharpe    |
| 3     | Schweiz     | Mirjam Jäger     |
| 4     | Frankreich  | Anaïs Caradeux   |
| 5     | Deutschland | Sabrina Cakmakli |
| 6     | Kanada      | Keltie Hansen    |

| Qualifikation: 21. Jänner              |
| Finale: 22. Jänner                     |
| keine weiteren Starterinnen aus D/A/CH |

### Skicross
Am Skicross der Frauen nahmen 27 Starterinnen aus 14 Ländern teil. Sie qualifizierten sich alle für das Finale. und wurden entsprechen der Vorlaufleistungen in Dreier- und Vierergruppen eingeteilt.
| Platz | Land        | Sportlerin          |
| ----- | ----------- | ------------------- |
| 1     | Österreich  | Andrea Limbacher    |
| 2     | Frankreich  | Ophélie David       |
| 3     | Schweiz     | Fanny Smith         |
| 4     | Deutschland | Julia Eichinger     |
| 5     | Deutschland | Heidi Zacher        |
| 6     | Tschechien  | Nikol Kučerová      |
| 7     | Deutschland | Margarethe Aschauer |
| 8     | Kanada      | Marielle Thompson   |

| Qualifikation: 24. Jänner  |
| Finale: 25. Jänner         |
| Christina Staudinger (11.) |
| Katrin Ofner (17.)         |

## Medaillenspiegel
| Platz  | Land                   |    |    |    |    |
| ------ | ---------------------- | -- | -- | -- | -- |
| 1      | Kanada                 | 2  | 4  | 1  | 7  |
| 2      | USA                    | 2  | 3  | 1  | 6  |
| 3      | Schweiz                | 2  | –  | 3  | 5  |
| 4      | Frankreich             | 1  | 3  | –  | 4  |
| 5      | Australien             | 1  | 1  | 1  | 3  |
| 6      | China                  | 1  | –  | 1  | 2  |
| 7      | Österreich             | 1  | –  | –  | 1  |
| 7      | Deutschland            | 1  | –  | –  | 1  |
| 7      | Slowenien              | 1  | –  | –  | 1  |
| 10     | Vereinigtes Königreich | –  | 1  | –  | 1  |
| 11     | Kasachstan             | –  | –  | 1  | 1  |
| 11     | Russland               | –  | –  | 1  | 1  |
| 11     | Slowakei               | –  | –  | 1  | 1  |
| 11     | Belarus                | –  | –  | 1  | 1  |
| 11     | Schweden               | –  | –  | 1  | 1  |
| Gesamt | Gesamt                 | 12 | 12 | 12 | 36 |